# کامی (تگزاس)
کامی (به انگلیسی: Kamay) یک منطقهٔ مسکونی در ایالات متحده آمریکا است که در شهرستان ویچیتا، تگزاس واقع شده‌است. کامی ۶۴۰ نفر جمعیت دارد و ۳۱۴٫۸۶ متر بالاتر از سطح دریا واقع شده‌است.